# Stenygra brevispinea
Stenygra brevispinea là một loài bọ cánh cứng trong họ Cerambycidae.